# Филипа Азеведо
Филипа Данијела Азеведо де Магелан или Филипа Азеведо (порт. Filipa Daniela Azevedo de Magalhães или Filipa Azevedo) представница je Португалије, на Песми Евровизије 2010, с песмом Há dias assim. Рођена је 31. јула 1991, у Валбому, Португалија. Тренутно живи у Уједињеном Краљевству. У првом полуфиналу Евровизије је певала 14 по реду. Пласирала се у финале, где је освојила 18 место.